# Hamme
Hamme è un comune belga di 24 673 abitanti, situato nella provincia fiamminga delle Fiandre Orientali.

## Storia
Con la riforma amministrativa del 1977 ha inglobato l'ex comune di Moerzeke.

### Simboli
Lo stemma storico del comune era stato originariamente concesso il 31 gennaio 1818 e confermato il 13 maggio 1913. L'emblema attuale invece è stato concesso il 28 luglio 1978 combinando il vecchio stemma con quello di Moerzeke in uno scudo partito.
La prima partizione mostra un ramo di canapa e uno ramo di lino con un fiore blu a rappresentare le importanti coltivazioni dell'inizio del XIX secolo: la canapa era utilizzata per le corde, il lino per i tessuti.
Lo stemma di Moerzeke invece era stato concesso il 20 ottobre 1819 e deriva dallo stemma dei signori di Lichtervelde, ultimi signori di Moerzeke alla fine del XVIII secolo.